# 汉口民国日报社旧址
汉口民国日报社旧址，是一处革命史迹文物，位于今中华人民共和国湖北省武汉市江岸区泰宁街2号。旧址在北伐后曾为《汉口民国日报》报社的所在。现建筑为武汉市文物保护单位。

## 历史
在北伐战争之前，旧址所在建筑便是汉口有名的新闻大楼，当时在大楼里运转的是《国民新报》报社，该报社为军阀王占元的亲信李华堂所办。北伐军攻下武汉三镇前，李便逃遁，《国民新报》就此停摆。
此后在1926年11月25日，《汉口民国日报》作为中国国民党湖北省党部机关报开始发行，此后又兼作武汉国民政府及中国国民党中央党部的喉舌。虽然该报在名义上是中国国民党喉舌报刊，但是报社领导，诸如报社经理为董必武，以及大多数报社职工为中国共产党籍，报刊的发行内容皆由中共中央宣传部审定。
在此期间，毛泽民曾一度协助董必武的工作，另外郭沫若、宛希俨、茅盾等人先后任总编辑。七一五事变后国共合作破裂，报社中的共产党人士皆被清除出去。此后建筑又用作《武汉日报》的报社。

## 建筑
该建筑位于江汉路泰宁街口，是一座四层楼房。建筑整体坐东朝西，历史上经历多次维修，仍然保持旧有风貌。

## 建筑保护
1983年4月7日，建筑以“汉口民国日报社旧址”的名义被武汉市人民政府列为第二批武汉市文物保护单位。